# Anihilacija
Anihilacija (od latinskog nihil - ništa) znači "totalno uništenje" a u fizici označava proces u kojem se čestica sudara sa svojom antičesticom. Pošto energija i impuls prvobitnih čestica moraju biti očuvani, čestica i antičestica se u sudaru ne pretvaraju u 'ništa' nego u nove čestice. Ponekad su novonastale čestice bez mase mirovanja (fotoni) pa se može reći e da se sudarom čestice i antičestice materija (masa mirovanja) uništila.
Aditivni kvantni brojevi antičestica suprotni su kvantnim brojevima odgovarajućih čestica tako da je suma svih kvantnih brojeva prvobitnog para jednaka nuli. To znači da u sudaru čestice i njene antičestice mogu nastati svakojake kombinacije čestica pod uvjetom da je zbir njihovih kvantnih brojeva nula i da su zadovoljeni zakon održanja energije i zakon održanja impulsa. Kada se radi o niskoenergijskim anihilacijama najčešće dolazi do stvaranja fotona, međutim, u visokoenergijskim anihilacijama (sudarivačima čestica) mogu nastati brojne egzotične teške čestice.

## Primjeri anihilacije
Niskoenergijski elektron i pozitron anihilacijom mogu preći samo u dva fotona (gama zraka) pošto energija njihove mase mirovanja nije dovoljna da se proizvedu teže čestice. Međutim, ako jedna od čestica, ili obe, ima dovoljno veliku kinetičku energiju može doći do nastanka i težih čestica. Za analizu takvih događaja konstruiran je veliki hadronski sudarivač (LEP - large electron positron collider) u Ženevi u Europskom centru za nuklearna istraživanja .
Anihilacija para elektron-pozitron u jedan foton
e- + e+ —h→ γ,
nije moguća jer u takvom procesu ne može se zadovolji zakon o održanju impulsa.
Anihilacija para elektron-pozitron predstavlja osnovu za pozitron-emisionu tomografiju (PET) jednu od važnijih suvremenih dijagnostičkih metoda.
U anihilaciji težih čestica, recimo protona i antiprotona ili neutrona i antineutrona mogu nastati brojne kombinacije novih čestica. Analiza takvih reakcija je jedan od važnijih problema kojim se bavi suvremena fizika. Za tu svrhu je u Fermijevoj laboratoriji u SAD (Fermilab) konstruiran TEVATRON, sudarivač protona i antiprotona u kojem čestice mogu dostići energiju od 1 TeV (tera elektronvolt = 1 000 000 000 000 eV). U anihilaciji protona i antiprotona 1995. godine otkriven je t-kvark.